# Huao terero
El huao terero (també anomenat huao, auishiri, aushiri, waorani, wao, sabela o auca) és una llengua ameríndia, parlada pels huaorani, un grup ètnic de l'Amazònia equatoriana, entre els rius Napo i Curaray. Alguns grups no contactats poden viure al Perú.
Dins el huao terero es distingeixen 3 varietats:
1. Tihuacuna (o Tiwakuna)
2. Tuei (o Tiwi Tuei, o Tiwi)
3. Shiripuno

De moment es considera una llengua aïllada, i alguns agrupaments hipotètics que s'han proposat són
- Joseph Greenberg la classifica en el grup andí.
- Morris Swadesh la classifica en el grup macro-jíbar.
- Jorge Suárez la classifica en el grup Jíbaro-Kawapana.